# 荷里活小子
《荷里活小子》（又名荷里活小子的生與死）（韓語：헐리우드키드의 생애）為1994年韓國劇情電影，於1994年7月30日上映，片長120分鐘，由鄭智泳執導，電影世界出品、製作及發行，本片改編自安正孝的同名小說，崔民秀、獨孤永宰、申惠琇、尹秀真主演，是導演鄭智泳第三部電影代表作，本片相比鄭智泳兩部前作《南部軍》和《白色戰爭》沒有甚麼爭議性存在，但創下了37,063名觀眾的票房收入，這是導演鄭智泳繼《白色戰爭》後，再一次把安正孝的小說搬上銀幕。
本片代表韓國角逐1995年第67屆奧斯卡金像獎「最佳外語片獎」，不過最後落選。

## 劇情
本片講述是在除了荷里活電影外很難看到電影的時代裡，被荷里活電影深深吸引並一直相伴長大的兩個男孩子的故事。故事以1950至1960年代的韓國作為背景，當時韓國整個社會都受嚴格的統治及審查，包括電影也不例外，高中生明吉和炳錫主辦了一個名叫 "The Magnificent Seven" 的電影會。多年後，當明吉完成兵役後，他再次找回他兒時結交的好友炳錫，並發現大家的生活截然不同。因此，他們再次走在一起，再為韓國電影業作出一份力⋯

## 演員陣容
- 崔民秀 飾 林炳錫
- 獨孤永宰 飾 尹明吉
- 申惠琇（朝鲜语：신혜수 (1965년)） 飾 賢　淑
- 尹秀真 飾 素　美
- 金一宇 飾 電影社社長
- 洪景仁 飾 尹明吉（少年）
- 金正鉉 飾 林炳錫（少年）
- 鄭順禮 飾 賢　淑（少年）
- 黃東燮 飾 斗　漢
- 全正路 飾 圭　浩

## 獎項
| - 第33屆大鐘獎（1995年） - 「最佳電影獎」 - 「最佳導演獎」：鄭智泳 - 「最佳女配角獎」：尹秀真 - 「最佳改編劇本獎」：鄭智泳、柳志馨、沈昇輔、李元根 - 「最佳攝影獎」：申玉鉉 - 「最佳燈光獎」：林栽瑩 - 「最佳剪接獎」：朴順德 - 「最佳音樂獎」：申柄夏 - 「最佳男新人獎」：金正鉉 - 「最佳女新人獎」：尹秀真 - 第15屆青龍電影獎（1994年） - 「最佳電影獎」 - 「最佳導演獎」：鄭智泳 - 「最佳男主角獎」：獨孤永宰 | - 第33屆大鐘獎（1995年） - 「最佳企劃獎」：安東圭 - 第15屆青龍電影獎（1994年） - 「最佳攝影獎」：申玉鉉 - 第31屆百想藝術大獎－電影部門（1995年） - 「大獎」 - 「作品獎」 - 「最佳導演獎」：鄭智泳 - 「男子人氣獎」：獨孤永宰 |

## 外部連結
- 互联网电影数据库（IMDb）上《荷里活小子》的资料（英文）
- 韩国电影数据库（KMDb）上《荷里活小子》的資料